# 重頭龍屬
重頭龍屬（學名Gravitholus）是厚頭龍亚目恐龍的一屬，生存於上白堊紀的加拿大艾伯塔省，距今約7500萬年前。牠們是屬於頭顱骨較厚及堅硬的厚頭龍科。
模式種是G. albertae，是由彼得·加爾東（Peter Galton）等人在1979年描述、命名。屬名意為「重的圓頂」。某些古生物學家質疑重頭龍是否為獨立的一屬，有學者認為牠是劍角龍的異名，但最近的研究則認為牠是一個有效的屬。

## 外部連結
- http://paleodb.org/cgi-bin/bridge.pl?action=checkTaxonInfo&taxon_no=38784&is_real_user=0 （页面存档备份，存于）
- https://web.archive.org/web/20141007045544/http://www.thescelosaurus.com/pachycephalosauria.htm
- http://dml.cmnh.org/1998Nov/msg00667.html （页面存档备份，存于）